# خمسية النطاق
خمسية النطاق (الاسم العلمي: Pentazonia)، صنيف فرعي من الدويبات من ألفية الأرجل التي تضم ألفية الأرجل الحبيبية.